# 서북공정
서북공정(西北工程, 영어: northwest project)은 신장 위구르 자치구를 중화인민공화국의 역사화하려는 통일적 다민족 국가론에 입각한 공정연구이다. 현재는 자국으로 편입된 신장 위구르 자치구 뿐만이 아니라 중앙아시아 국가들인 우즈베키스탄, 카자흐스탄, 키르기스스탄, 타지키스탄, 투르크메니스탄, 아프가니스탄까지 모두 공정 대상으로 포함되었다.

## 주요
- 한나라부터 서역도호부와 서역장사부가 있었다. 또한, 오호십육국과 남북조의 시대에 서역교위(西域校尉)를 두어 다스리면서 통치권을 행사하였다고 주장한다.
  - 그러나 사실은 전한 때 장건 등 사절단을 파견하여 무역을 시도한 적은 있었지 군사적으로 진출한 적도 없으며 영향권에 있지도 않았다. 또한 서역도호부와 장사부는 둔황지역 또는 그 동쪽으로 위치가 명확하지 않다. 후한부터, 남북조까지 이 지역에 대한 행사권은  전혀 없었다. 서역 교위 또한 명목상 존재하였지만 이 땐 중국 서부 전 지역이 이민족에 넘어간 상태이다.
- 청나라, 건륭제 때 현 신장 위구르 자치구 지역을 평정하였다.
  - 그러나 위구르 지역은 직할지가 아닌 번부(藩部)였다.

이후, 1933년 11월 동튀르키스탄 이슬람 공화국이 처음으로 건국되었으나 3개월 만에 소멸되었고, 1944년 다시 동튀르키스탄 공화국이 성립되었다. 그러나 공화국은 1949년 중화인민공화국에 병합되었고, 1955년 신장 위구르 자치구가 되었다.

## 같이 보기
- 동북아 역사재단(NAHF)
- 변강사지 연구중심(변강사지 연구센터)
- 국사수정공정
- 중화문명탐원공정
- 동북공정
- 서남공정
  - 티베트족
- 북방공정(北方工程, northward project) - 몽골과 시베리아 극동을 포함한 우랄산맥 동쪽 전역
- 남방공정(南方工程, southward project) - 인도차이나 반도는 물론 인도네시아와 필리핀 등 동남아시아 전역
- 류큐공정(琉球工程, Ryukyu project)
- 아이누 공정(阿伊努族工程, Ainu project)
- 존화양이(尊華攘夷)
- 화이동근(華夷同根)
- 통일적 다민족국가론